# Kościół Najświętszej Marii Panny z Góry Karmel
Kościół Najświętszej Marii Panny z Góry Karmel – drewniany kościół z 1617 roku, który znajdował się w Naramie. Zniszczony podczas pożaru w 1980 roku.

## Historia
Kościół został zbudowany w 1617 roku przez Pawła Żydowskiego. Rozbudowany w latach 1918–20 według projektu Kryńskiego i w 1938 o kaplicę według projektu Franciszka Mączyńskiego.
Spłonął 13 stycznia 1980 r. z powodu zwarcia elektrycznego.

## Architektura i wyposażenie
Kościół drewniany, konstrukcji zrębowej. Mniejsze prezbiterium od nawy, zamknięte trójbocznie z kaplicą i zakrystią po bokach. Kruchty od frontu i z boku nawy. Dach dwukalenicowy, kryty gontem z sześcioboczną wieżyczką na sygnaturkę. Zwieńczoną daszkiem namiotowym z latarnią. Obok wolnostojąca dzwonnica.
Wyposażenie kościoła zostało opisane w kronice parafialnej: „W wielkim ołtarzu jest obraz Matki Boskiej z Dzieciątkiem podobny jak u Ojców Karmelitów na Piasku w Krakowie. Do tego obrazu mają duże nabożeństwo, jest kilka wotów– serc. Obraz jest zasuwany obrazem starym przedstawiającym męczeństwo św. Wojciecha. Są dwa boczne ołtarzyki stare nieodsuwane. Jeden ze św. Mikołajem malowanym na desce olejno, gdzie jest portatyl z relikwiami św. i gdzie można odprawiać Mszę św. Drugi boczny takiż ze św. Piotrem i Pawłem apostołami bez portatylu”.